# Sant Francesc de Borja i el moribund impenitent
Sant Francesc de Borja i el moribund impenitent és una obra pictòrica de Francisco de Goya y Lucientes, realitzada l'any 1788 per a la catedral de València, enquadrada dintre del Romanticisme.
La pintura va ser un encàrrec dels ducs d'Osuna, per a la seva capella de la catedral de València, juntament amb l'obra Acomiadament de Sant Francesc de Borja de la seva família.
Goya reflecteix en aquest quadre encara restes del barroc, però amb uns trets d'expressionisme, que es pot copsar al rostre dramàtic del moribund i a les aparicions dels éssers fantàstics i demoníacs a la vegada que es veuen al costat del llit, mentre sant Francesc, intenta d'aconseguir la confessió com salvació de la seva ànima. El personatge, a punt de morir, sent la presència de les pors internes i aquests éssers monstruosos només són producte del seu temor. Goya anticipa en aquesta pintura el tema de la bogeria que seria tan present en la seva obra.